# Fay Muller
Pour les articles homonymes, voir Müller.
Fay Muller épouse Robinson puis Colthorpe (née le 4 novembre 1933 à Laidley, Queensland) est une joueuse de tennis australienne des années 1950.
En 1957, elle a atteint la finale du double dames dames aux Internationaux d'Australie (avec Mary Bevis Hawton), remportant le double mixte aux côtés de Mal Anderson.

## Palmarès (partiel)

### Titre en simple dames
| No | Date       | Nom et lieu du tournoi                   | Catégorie | Surface      | Finaliste    | Score    |          |
| -- | ---------- | ---------------------------------------- | --------- | ------------ | ------------ | -------- | -------- |
| 1  | 02-01-1956 | South Australian Championships, Adélaïde |           | Gazon (ext.) | Marie Martin | 6-2, 8-6 | Parcours |

### Finale en simple dames
| No | Date       | Nom et lieu du tournoi                   | Catégorie | Surface      | Vainqueure   | Score    |          |
| -- | ---------- | ---------------------------------------- | --------- | ------------ | ------------ | -------- | -------- |
| 1  | 02-01-1955 | South Australian Championships, Adélaïde |           | Gazon (ext.) | Jenny Staley | 7-5, 6-2 | Parcours |

### Titres en double dames
| No | Date       | Nom et lieu du tournoi                       | Catégorie | Surface      | Partenaire    | Finalistes                      | Score         |          |
| -- | ---------- | -------------------------------------------- | --------- | ------------ | ------------- | ------------------------------- | ------------- | -------- |
| 1  | 02-01-1956 | South Australian Championships Adélaïde      |           | Gazon (ext.) | Daphne Seeney | Marie Martin Loris Nichols      | 4-6, 6-2, 6-2 | Parcours |
| 2  | 19-10-1960 | Queensland Hard Court Championships Brisbane |           | Terre (ext.) | Joan Gray     | Lorraine Coghlan Margaret Smith | 6-2, 6-1      | Parcours |

### Finales en double dames
| No | Date       | Nom et lieu du tournoi             | Catégorie | Surface      | Vainqueures                   | Partenaire        | Score     |          |
| -- | ---------- | ---------------------------------- | --------- | ------------ | ----------------------------- | ----------------- | --------- | -------- |
| 1  | 1955       | Internationaux d'Italie Rome       |           | Terre (ext.) | Christiane Mercelis Pat Ward  | Beryl Penrose     | 6-4, 10-8 |          |
| 2  | 11-06-1956 | Kent Championships Beckenham       |           | Gazon (ext.) | Beatrice Watson Doreen Spiers | Darlene Hard      | Partage   | Parcours |
| 3  | 25-06-1956 | The Championships Wimbledon        | G. Chelem | Gazon (ext.) | Angela Buxton Althea Gibson   | Daphne Seeney     | 6-1, 8-6  | Parcours |
| 4  | 18-01-1957 | Australian Championships Melbourne | G. Chelem | Gazon (ext.) | Shirley Fry Althea Gibson     | Mary Bevis Hawton | 6-2, 6-1  | Parcours |

### Titre en double mixte
| No | Date       | Nom et lieu du tournoi             | Catégorie | Surface      | Partenaire       | Finalistes                  | Score         |          |
| -- | ---------- | ---------------------------------- | --------- | ------------ | ---------------- | --------------------------- | ------------- | -------- |
| 1  | 18-01-1957 | Australian Championships Melbourne | G. Chelem | Gazon (ext.) | Malcolm Anderson | Jill Langley William Knight | 7-5, 3-6, 6-1 | Parcours |

## Parcours en Grand Chelem (partiel)
Si l’expression « Grand Chelem » désigne classiquement les quatre tournois les plus importants de l’histoire du tennis, elle n'est utilisée pour la première fois qu'en 1933, et n'acquiert la plénitude de son sens que peu à peu à partir des années 1950.

### En simple dames
| Année | Championnat d'Australie | Championnat d'Australie | Internationaux de France | Internationaux de France | Wimbledon      | Wimbledon        | US National | US National |
| ----- | ----------------------- | ----------------------- | ------------------------ | ------------------------ | -------------- | ---------------- | ----------- | ----------- |
| 1952  | 1er tour (1/16)         | Helen Angwin            | -                        | -                        | -              | -                | -           | -           |
| 1953  | 2e tour (1/8)           | Nell Hall Hopman        | -                        | -                        | -              | -                | -           | -           |
| 1954  | 2e tour (1/8)           | Hazel Redick            | -                        | -                        | -              | -                | -           | -           |
| 1955  | 1/4 de finale           | Mary Carter             | 2e tour (1/16)           | Angela Buxton            | 2e tour (1/32) | Dorothy Knode    | -           | -           |
| 1956  | 1/4 de finale           | Thelma Coyne            | 2e tour (1/16)           | Angela Buxton            | 4e tour (1/8)  | Louise Brough    | -           | -           |
| 1957  | 2e tour (1/8)           | Mary Bevis              | -                        | -                        | -              | -                | -           | -           |
| 1958  | 1/4 de finale           | Angela Mortimer         | 1er tour (1/32)          | Yola Ramírez             | 4e tour (1/8)  | Margaret Osborne | -           | -           |
| 1959  | -                       | -                       | 1er tour (1/32)          | Jeanne Arth              | 2e tour (1/32) | Sally Moore      | -           | -           |
| 1960  | 1/4 de finale           | Christine Truman        | -                        | -                        | -              | -                | -           | -           |
| 1963  | 2e tour (1/16)          | Joan Gibson             | -                        | -                        | -              | -                | -           | -           |

À droite du résultat, l’ultime adversaire.

### En double dames
| Année | Championnat d'Australie     | Championnat d'Australie    | Internationaux de France   | Internationaux de France   | Wimbledon                  | Wimbledon                   | US National | US National |
| ----- | --------------------------- | -------------------------- | -------------------------- | -------------------------- | -------------------------- | --------------------------- | ----------- | ----------- |
| 1953  | 1er tour (1/8) Mary Schultz | Nell Hall Jenny Staley     | -                          | -                          | -                          | -                           | -           | -           |
| 1954  | 1/4 de finale Daphne Seeney | Hazel Redick J. Wipplinger | -                          | -                          | -                          | -                           | -           | -           |
| 1955  | 1/4 de finale Daphne Seeney | Nell Hall Gwen Thiele      | 2e tour (1/8) Jenny Staley | Dora Kilian Hazel Redick   | 1/2 finale Jenny Staley    | A. Mortimer Anne Shilcock   | -           | -           |
| 1956  | 1/2 finale Daphne Seeney    | Mary Bevis Thelma Coyne    | 1/2 finale Jenny Staley    | Darlene Hard Dorothy Knode | Finale Daphne Seeney       | Angela Buxton Althea Gibson | -           | -           |
| 1957  | Finale Mary Bevis           | Shirley Fry Althea Gibson  | -                          | -                          | -                          | -                           | -           | -           |
| 1958  | 1/2 finale Mary Carter      | Mary Bevis Thelma Coyne    | 1/2 finale L. Coghlan      | Yola Ramírez Rosie Reyes   | 3e tour (1/8) L. Coghlan   | Edda Buding Ilse Buding     | -           | -           |
| 1959  | -                           | -                          | 1/2 finale Mary Carter     | S. Reynolds R. Schuurman   | 2e tour (1/16) Mary Carter | Karol Fageros M. Hellyer    | -           | -           |
| 1960  | 1/2 finale Mary Bevis       | Maria Bueno C. Truman      | -                          | -                          | -                          | -                           | -           | -           |
| 1963  | 1/4 de finale Fay Toyne     | E. Starkie Judy Tegart     | -                          | -                          | -                          | -                           | -           | -           |

Sous le résultat, la partenaire ; à droite, l’ultime équipe adverse.

### En double mixte
| Année | Championnat d'Australie    | Championnat d'Australie    | Internationaux de France | Internationaux de France    | Wimbledon | Wimbledon | US National | US National |
| ----- | -------------------------- | -------------------------- | ------------------------ | --------------------------- | --------- | --------- | ----------- | ----------- |
| 1953  | 1er tour (1/8) B. Green    | D. Diggle J. Diggle        | -                        | -                           | -         | -         | -           | -           |
| 1955  | 1/2 finale M. Anderson     | Thelma Coyne Worthington   | -                        | -                           | -         | -         | -           | -           |
| 1956  | 1/2 finale M. Anderson     | Beryl Penrose Neale Fraser | 1er tour (1/32) Bob Mark | Věra Pužejová Jiří Javorský | -         | -         | -           | -           |
| 1957  | Victoire M. Anderson       | Jill Langley W. Knight     | -                        | -                           | -         | -         | -           | -           |
| 1958  | 1er tour (1/16) Pat O'Kane | A. Mortimer Peter Newman   | 1/4 de finale Rod Laver  | Yola Ramírez Antal Jancsó   | -         | -         | -           | -           |
| 1959  | -                          | -                          | 1/2 finale Tony Pickard  | R. Schuurman Rod Laver      | -         | -         | -           | -           |
| 1963  | 1er tour (1/16) Jim Moore  | Carol Newman B. Phillips   | -                        | -                           | -         | -         | -           | -           |

Sous le résultat, le partenaire ; à droite, l’ultime équipe adverse.